# Emílie Schwarzbursko-Sondershausenská
Emílie Schwarzbursko-Sondershausenská (23. dubna 1800 – 2. dubna 1867) byla kněžna z Lippe, manželka vládnoucího prince Leopolda II. z Lippe a matka pozdějších princů Leopolda III., Woldemara a Alexandra.

## Život
Narodila se v Sondershausenu jako starší ze dvou potomků schwarzbursko-sondershausenského knížete Günthera Fridricha Karla I. a jeho manželky Karolíny Schwarzbursko-Rudolstadtské. Jejím mladším bratrem byl budoucí kníže Günther Fridrich Karel II. V den svých dvacátých narozenin se provdala za knížete Leopolda II. z Lippe (1796–1851). Manželství bylo požehnáno narozením devíti dětí. Všech osm potomů, kteří se dožili dospělosti zůstalo bezdětných. Tři ze synů se vystřídali v čele knížectví, žádný z nich však nedokázal zajistit dědice.
- 1. Leopold III. z Lippe (1. 9. 1821 Detmold – 8. 12. 1875 tamtéž), kníže z LIppe od roku 1851 až do své smrti[1]
⚭ 1852 Alžběta Schwarzbursko-Rudolstadtská (1. 10. 1833 Rudolstadt – 27. 11. 1896 Detmold)[2][3]
- 2. Luisa z Lippe (9. 11. 1822 Detmold – 26. 3. 1887 Lemgo), abatyše v Lemgu[4]

- 3. Valdemar z Lippe (18. 4. 1824 Detmold – 20. 3. 1895 tamtéž), kníže z LIppe od roku 1875 až do své smrti[5]
⚭ 1858 Žofie Bádenská (7. 8. 1834 Karlsruhe – 6. 4. 1904 tamtéž)[6]
- 4. Frederika z Lippe (1. 2. 1825 Detmold – 12. 4. 1897 Lemgo), svobodná a bezdětná[7][8]
- 5. Fridrich z Lippe (18. 10. 1827 Detmold – 21. 8. 1854 Schieder-Schwalenberg), svobodný a bezdětný[9][10]
- 6. Heřman z Lippe (4. 7. 1829 Detmold – 20. 6. 1884 tamtéž), svobodný a bezdětný[11][12]
- 7. Alexander z Lippe (16. 1. 1831 Detmold – 13. 1. 1905 Bayreuth), kníže z LIppe od roku 1895 až do své smrti, svobodný a bezdětný, duševně nemocný, vládl za něj jako regent Leopold IV. z Lippe[13]

- 8. Karel z Lippe (11. 10. 1832 Detmold – 1. 5. 1834 tamtéž)[14]
- 9. Pavlína z Lippe (2. 10. 1834 Detmold – 24.8. 1906 Lippstadt), svobodný a bezdětná[15]

Kněžna Emílie přežila svého manžela o šestnáct let a zemřela 2. dubna 1867 v Detmoldu, kde je i pohřbena po boku svého manžela v knížecím mauzoleu.